# Émile Raybaud
 (août 2024).
La mise en forme du texte ne suit pas les recommandations de Wikipédia : il faut le « wikifier ».
Les points d'amélioration suivants sont les cas les plus fréquents :
- Les titres sont pré-formatés par le logiciel. Ils ne sont ni en capitales, ni en gras.
- Le texte ne doit pas être écrit en capitales (les noms de famille non plus), ni en gras, ni en italique, ni en « petit »…
- Le gras n'est utilisé que pour surligner le titre de l'article dans l'introduction, une seule fois.
- L'italique est rarement utilisé : mots en langue étrangère, titres d'œuvres, noms de bateaux, etc.
- Les citations ne sont pas en italique mais en corps de texte normal. Elles sont entourées par des guillemets français : « et ».
- Les listes à puces sont à éviter, des paragraphes rédigés étant largement préférés. Les tableaux sont à réserver à la présentation de données structurées (résultats, etc.).
- Les appels de note de bas de page (petits chiffres en exposant, introduits par l'outil «  Source ») sont à placer entre la fin de phrase et le point final[comme ça].
- Les liens internes (vers d'autres articles de Wikipédia) sont à choisir avec parcimonie. Créez des liens vers des articles approfondissant le sujet. Les termes génériques sans rapport avec le sujet sont à éviter, ainsi que les répétitions de liens vers un même terme.
- Les liens externes sont à placer uniquement dans une section « Liens externes », à la fin de l'article. Ces liens sont à choisir avec parcimonie suivant les règles définies. Si un lien sert de source à l'article, son insertion dans le texte est à faire par les notes de bas de page.
- La présentation des références doit suivre les conventions bibliographiques. Il est recommandé d'utiliser les modèles {{Ouvrage}}, {{Chapitre}}, {{Article}}, {{Lien web}} et/ou {{Bibliographie}}. Le mode d'édition visuel peut mettre en forme automatiquement les références.
- Insérer une infobox (cadre d'informations à droite) n'est pas obligatoire pour parachever la mise en page.

Pour une aide détaillée, merci de consulter Aide:Wikification.
Si vous pensez que ces points ont été résolus, vous pouvez retirer ce bandeau et améliorer la mise en forme d'un autre article.
Pour les articles homonymes, voir Raybaud.
Émile Raybaud, né le 19 mai 1910 à Trans dans le Var et mort le 7 septembre 1995, est un cadre de la Milice et Obersturmbannführer de la Division Charlemagne.

## Biographie
Il étudie à l’école militaire de Saint-Cyr, entre 1930 et 1932. Devenu sous-lieutenant dans l’infanterie, il est assigné au 20ème bataillon de chasseurs alpins, à Antibes.
Le 1er avril 1940, il est promu capitaine. Deux mois plus tard, il se trouve dans la Somme avec sa division (la 40ème division de chasseurs), à combattre les allemands.
Raybaud est un partisan de la Révolution Nationale du Maréchal Pétain.
Il s’inscrit à la Milice Française. Il devient, en avril 1943, le directeur adjoint de l’école des cadres de la Milice à Uriage. Jean de Vaugelas, Claude Charpentier de Croysevox, Jean-Baptiste Géromini, son adjoint à l'école d'Uriage, et des hommes du maintien de l'ordre de la Milice à Limoges, ont fréquenté cette école.
Il travaille ensuite avec Jean de Vaugelas, au poste de chef d’état-major des Francs-Gardes, en  février-mars 1944, pour combattre le maquis des Glières en Haute-Savoie avec les Allemands.
En juin 1944, il succède à De Vaugelas muté à Clermont-Ferrand pour commander les forces du maintien de l’ordre en Limousin. Son quartier général est au 2 rue du général Cérez où le Maquis du Limousin est actif avec sous le commandement de Georges Guingouin. Jean Filiol, alias Deschamps, le deuxième patron du service affecté à De Vaugelas par Joseph Darnand, ne s'entend pas avec ce nouveau chef trop indulgent. Émile Raybaud quitte le Limousin pour Clermont-Ferrand où il adoptera le surnom et l'identité de « Marcel Denis ». Henri Barrier, remplacera Émile Raybaud, le 25 juillet 1944 comme chef régional de la Milice à Limoges. À la libération, Henri Barrier s'enfuira vers l'Allemagne, puis vers l'Italie, où les américains l'arrêteront avec sa famille.
Réfugié en Allemagne, il arrive a Wildflecken à la tête de la première cohorte de miliciens, début novembre 1944. Fin décembre 1944 il est nommé commandeur du 58e régiment de grenadiers Waffen-SS suite au départ d'Eugène Bridoux. 
Le SS-Brigadeführer Gustav Krukenberg confie à  Émile Raybaud la formation et la direction du régiment de marche de la 33e division SS Charlemagne réorganisée, le 1er mars 1945.
Il est blessé le 3 mars 1945 par des éclats d’obus, à hauteur des cuisses, aux deux jambes, alors qu’il étudiait la situation de ses troupes, près d’un pont sur la rivière Persante, à l’ouest de Kôrlin. Il est remplacé par Jean Bassompierre. Il est alors proposé pour le grade supérieur et décoré de la croix de fer 1ère classe mais n'apprendra sa promotion qu'en 1970 de la part d'un ancien secrétaire de l'état-major de la division.
Il est rapatrié en France après la défaite de l’Allemagne, et emprisonné à Limoges. Il manque de se faire tuer par d'anciens maquisards qui avaient envahi la prison pour faire justice eux-mêmes. Amputé d’une jambe, il est condamné à mort par la cour de justice de Haute-Vienne en 1946. Gracié, il sera libéré en 1951,,.
Il meurt le 7 septembre 1995 en Provence. 